# Eala hemiluta
Eala hemiluta är en fjärilsart som beskrevs av Collenette 1937. Eala hemiluta ingår i släktet Eala och familjen tofsspinnare. Inga underarter finns listade i Catalogue of Life.